# ماكينالي كانتور
ماكينالي كانتور (بالإنجليزية: MacKinlay Kantor) (و. 1904 – 1977 م) هو كاتب، وصحفي، وكاتب سيناريو، وكاتب للأطفال، وروائي أمريكي، ولد في ويبستر سيتي، شارك في الألعاب الأولمبية الصيفية 1936، توفي في ساراسوتا، عن عمر يناهز 73 عاماً، بسبب نوبة قلبية.

## جوائز
حصل على جوائز منها:
- جائزة بوليتزر عن فئة الأعمال الخيالية.

## وصلات خارجية
- ماكينالي كانتور على موقع IMDb (الإنجليزية)
- ماكينالي كانتور على موقع الموسوعة البريطانية (الإنجليزية)
- ماكينالي كانتور على موقع إن إن دي بي (الإنجليزية)
- ماكينالي كانتور على موقع قاعدة بيانات الفيلم (الإنجليزية)
- ماكينالي كانتور على موقع أوليمبيديا (الإنجليزية)
- ماكينالي كانتور في قاعدة بيانات الأفلام على الإنترنت
- ماكينالي كانتور  على موقع SportsReference  - سبورتس رفرنس